# Гордеев, Александр Николаевич
Александр Николаевич Гордеев (23 мая 1908 года, Златоуст, Уфимская губерния,  Российская империя — умер после 1957 года,  СССР) — советский военачальник, полковник (1943).

## Биография
Родился 23 мая 1908 года в городе Златоуст, ныне в Челябинской области России.  Русский.  До службы в армии работал токарем по металлу на механическом заводе в г. Златоуст. Член ВКП(б) с 1929 года.

### Военная служба

#### Межвоенные годы
12 ноября 1931 года был призван в РККА и зачислен в команду одногодичников при 7-м полку связи ПриВО в городе Самара. После завершения обучения там же назначен командиром для поручений 2-го разряда отдельного батальона связи 34-й стрелковой дивизии. В январе 1934 года переведен на должность для поручений 3-го разряда в отдельную роту связи той же дивизии и с частью убыл на Дальний Восток в состав ОКДВА в городе Биробиджан Еврейской АО. В мае 1935 года Гордеев назначается начальником 6-го отделения (шифровально-штабной службы) штаба Забайкальского УРа. В сентябре 1938 года командирован на учебу в Военную академию РККА им. М. В. Фрунзе. 4 мая 1941 года окончил ее и назначен помощником начальника 1-го отделения штаба 219-й моторизованной дивизии 25-го механизированного корпуса ХВО.

#### Великая Отечественная война
30 июня 1941 года дивизия убыла на Западный фронт и в составе 21-й армии 18 июля приняла первый бой под городом Пропойск. 28 июля капитан  Гордеев вступил в должность начальника штаба дивизии. В начале сентября дивизия была переформирована в стрелковую, затем была передислоцирована на Юго-Западный фронт и участвовала в Киевской оборонительной операции. В ходе ее она 12 сентября под Ивангородом потерпела поражение и вела затем с другими частями армии бои в районе Оржицы (южнее г. Лубны) в условиях окружения. 22 сентября  Гордеев был ранен. 8 октября вышел в расположение наших войск в районе Ахтырки и был направлен в Харьковский госпиталь, а оттуда переведен в военный госпиталь в город Астрахань. После выздоровления 14 ноября назначается начальником штаба 148-й отдельной курсантской стрелковой бригады, которая в составе 33-й армии Западного фронта участвовала в битве за Москву. 15 декабря 1941 года был тяжело ранен. 
14 мая 1943 года подполковник  Гордеев назначается начальником штаба 154-й стрелковой дивизии, формировавшейся в составе 68-й армии на станции  Манчалово (14 км. западнее г. Ржев). В последующем с этой дивизией воевал до конца войны. До середины июля 1943 года дивизия находилась в резерве Ставки ВГК, затем совершила марш в район юго-восточнее Дорогобужа и с 4 августа включена в 5-ю армию Западного фронта. В ее составе участвовала в Смоленской, Ельнинско-Дорогобужской наступательных операциях. С 10 сентября по 5 октября 1943 года дивизия находилась на пополнении в Тульской области, затем была переброшена под город Великие Луки в 4-ю ударную армию Калининского (с 20 октября — 1-го Прибалтийского) фронта и вела бои юго-западнее Невеля и на витебском направлении. С 10 по 20 февраля 1944 года временно командовал этой дивизией. С 1 июня она вошла в 6-ю гвардейскую армию и участвовала в Белорусской, Витебско-Оршанской, Полоцкой и Режицко-Двинской и Шяуляйской наступательных операциях, в преследовании противника по правому берегу реки Западная Двина и освобождении города Двинск. В дальнейшем части дивизии вели бои в Латвии, участвуя в Прибалтийской, Рижской и Мемельской наступательных операциях. С 8 декабря дивизия вошла во 2-ю гвардейскую армию 3-го Белорусского фронта и была переброшена в Восточную Пруссию. С 15 января 1945 г. она перешла в наступление и участвовала в Восточно-Прусской, Инстербургско-Кенигсбергской и Земландской наступательных операциях, в боях под городом Гольдап и в овладении городом  Бартенштайн, в разгроме земландской группировки противника. За бои при разгроме группировки противника юго-западнее Кенигсберга дивизия была награждена орденом Суворова 2-й степени (26 апреля 1945).

#### Послевоенное время
После войны полковник  Гордеев продолжает служить начальником штаба 154-й стрелковой дивизии, а с ее расформированием в феврале 1946 года был назначен заместителем командира 252-й стрелковой Харьковско-Братиславской Краснознаменной орденов Суворова и Богдана Хмельницкого дивизии Ставропольского ВО. С декабря 1946 года по декабрь 1948 года — слушатель Высшей военной академии им. К. Е. Ворошилова. После завершения обучения он был назначен начальником штаба 64-й гвардейской стрелковой Красносельской Краснознаменной дивизии ЛВО. С 25 февраля 1950 года исполнял должность заместителя начальника Управления боевой и физической подготовки округа. В мае был зачислен в распоряжение 10-го управления Генштаба Советской армии и в июне направлен в длительную командировку военным советником 63-й пехотной дивизии 2-го военного округа Румынской армии. В мае 1956 года был откомандирован в Управление кадров Сухопутных войск, затем состоял в распоряжении командующего войсками ЛВО. 
9 января 1957 года гвардии полковник Гордеев уволен в отставку по болезни.

## Награды
- два ордена Красного Знамени (16 апреля 1945[4],  13 июня 1952[5])
- орден Отечественной войны I степени (18 августа 1944)[6]
- два ордена Красной Звезды (30 января 1943)[7], 5 ноября 1946[5])
  - медали в том числе:
  - «За боевые заслуги» (3 ноября 1944)[8][5])
  - «За оборону Москвы» (1945)
  - «За победу над Германией в Великой Отечественной войне 1941—1945 гг.» (1945)
  - «За взятие Кёнигсберга» (1945)